# Moya (Gran Canària)
Moya és un municipi situat al nord de l'illa de Gran Canària, a les illes Canàries.
Es troba en el centre de la coneguda muntanya de Doramas, nom del cabdill guanxe proclamat guanarteme de Telde que va encapçalar la lluita d'aquest cantó grancanari contra els invasors espanyols en la guerra de conquesta (1478-1483). Doramas va ser assassinat en 1481 pel conqueridor Pedro de Vera. En la part alta de l'actual municipi es troba la cova de Doramas, suposat lloc de residència d'aquest guerrer.
Moya pren el seu nom del cognom del conquistador espanyol beneficiat pels repartiments de terres en aquesta zona. El municipi compta amb un ric patrimoni natural. En el seu sòl es troba l'espai natural dels Tilos, relicte de l'antiga selva de Doramas, que representa la major superfície de laurisilva de l'illa de Gran Canària. Per altra banda, Moya és bressol del poeta modernista canari Tomás Morales, la casa natal del qual és actualment un museu.